# 第二代赫維男爵約翰·赫維

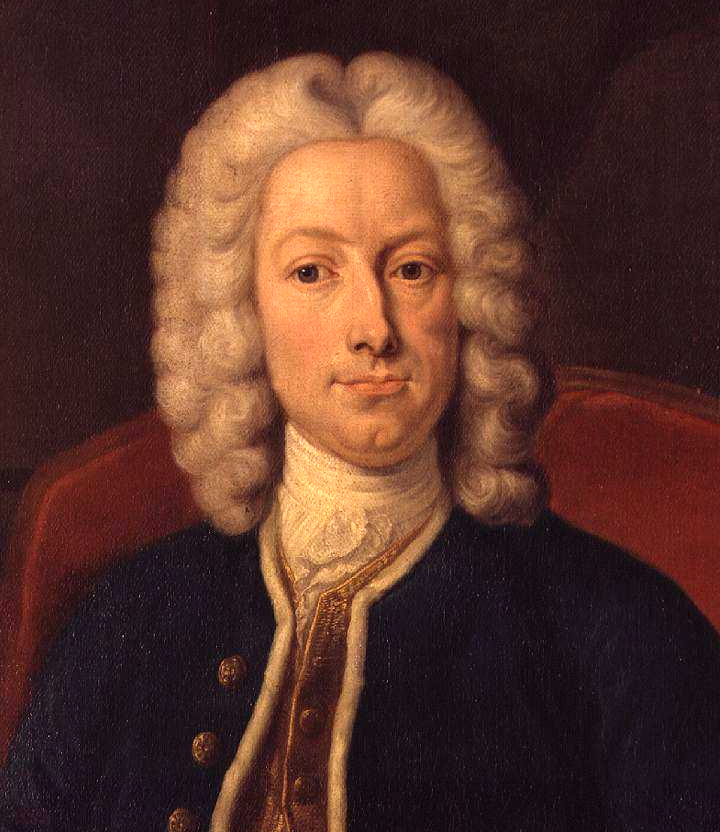
約翰·赫維，第二代赫維男爵

約翰·赫維，第二代赫維男爵（John Hervey, 2nd Baron Hervey，1696年10月13日—1743年8月5日），英國廷臣、小冊子作者、回憶錄作家，以其《喬治二世宮廷回憶錄》（Memoirs of the Court of George II）著名。

## 生平
約翰·赫維是約翰·赫維，第一代布里斯托伯爵與第二任妻子伊莉莎白所生之子。1723年異母兄卡爾（Carr）死後，作為父親的伯爵爵位繼承人，常被稱為赫維勳爵（Lord Hervey）；但他先於父親而死，故未能繼承布斯托伯爵爵位，而由其子繼之。
他曾先後就讀於西敏公學和剑桥大学克莱尔学院，並於1715年獲得文學碩士。1716年父親送他去巴黎，從那裡前往喬治一世在漢諾威的宮廷。他是威爾斯親王夫婦在Richmond的常客。1720年他娶了Nicholas Lepell之女Mary Lepell，威爾斯王妃卡洛琳的女侍臣、宮廷名媛。1725年他當選為下議院圣埃德蒙兹伯里選區的議員。
赫維曾是威爾斯親王腓特烈的好友，但在1723年左右，可能是因為他們都愛上了Anne Vane，兩人決裂；後來他因而在回憶錄中把王子描述為冷酷無情之人。在政治上，赫維曾對於該支持威廉·普爾特尼或羅伯特·沃波爾首相而猶豫不決，但在1730年他明確倒向沃波爾一派，從此忠貞不二。他被普爾特尼認定是匿名的攻擊性小冊子Sedition and Defamation display'd, with a Dedication to the patrons of The Craftsman（1731年）之作者，原為其好友的普爾特尼遂寫了A Proper Reply to a late Scurrilous Libel回敬之；最後二人不惜決鬥，赫維僥倖保命。赫維並不承認寫了這本小冊子，但保存在Ickworth的一份顯然是其筆跡的手稿，證明他至少寫了該小冊子的獻辭。
在沃波爾擔任首相期間，他利用自己與卡洛琳王后的友好關係來協助沃波爾；沃波爾透過他來影響王后，並藉此間接地控制喬治二世。赫維曾擔任Vice-Chamberlain of the Household（1730年－1740年）及樞密院顧問官。1733年，根據加速令狀法令，他以其父的男爵銜出任上議院議員。他還曾在1739年被選為倫敦孤兒院之主管。儘管不斷請求，他在1740年之前始終未能進一步晉升，直到那年他出任掌璽大臣；但在1742年，隨著沃波爾罷相，他也被免職（1742年7月）。一本傑出的政治小冊子Miscellaneous Thoughts on the present Posture of Foreign and Domestic Affairs表明他在丟官後鬥志仍然高昂，但他此時已為癲癇症所苦，外表明顯虛弱，必須嚴格控管飲食，常被論敵嘲諷。卸任掌璽大臣僅一年後，赫維病逝。
赫維的妻子Lady Hervey（1700年－1768年），在Lady Louisa Stuart的Anecdotes之中被描繪成一位熱情的斯圖亞特王朝支持者。她是一位充滿機智與魅力的女性，伏爾泰曾經以英文寫詩獻給她。
除了《喬治二世宮廷回憶錄》，赫維還曾創作過大量政治小冊子和應景詩。

## 回憶錄
赫維的《喬治二世宮廷回憶錄》詳細而寫實地描述1727年－1737年間的喬治二世宮廷。對於喬治二世和其子腓特烈王子，赫維不加掩飾地寫出他們父子間的嚴重不和。對於卡洛琳王后與其女卡洛琳公主，赫維則相當尊敬欣賞。有人認為，卡洛琳公主之所以在赫維死後的日子裡遁世隱居，是因為他們曾有一段感情。赫維這部回憶錄的手稿一直由家屬保存，他的兒子奧古斯都·約翰·赫維，第三代布里斯托伯爵曾交代子孫，在喬治三世死前絕對不得付梓。1848年，赫維的後人才把手稿交付給約翰·威爾遜·克羅克編輯出版，但他拿到手稿時已有部分字句被毀損。Croker自己也修改了部份直言不諱的段落。赫維在手稿中對宮廷生活與其中的種種陰謀活動有著尖刻的記述，在許多地方與羅伯特·沃波爾首相之子、文學家賀拉斯·沃波爾，第四代奧福德伯爵的回憶錄相似，可以互相印證。

## 筆戰
在這部回憶錄出版之前，赫維往往只被看作亞歷山大·蒲柏諷刺的對象：在蒲柏的作品中，赫維以Lord Fanny、Sporus、Adonis、Narcissus等名字出場。一般認為兩人之間的過節源於蒲柏嫉妒赫維與Lady Mary Wortley Montagu的情誼。在蒲柏寫給William Fortescue的組詩Imitations of Horace的第一篇之中，Lord Fanny與Sappho被認為就是指赫維與Lady Mary，雖然蒲柏本人否認。蒲柏還在Dunciad和Peribathous之中攻擊赫維。赫維也做了相應的報復：他毫無疑問地是Verses to the Imitator of Horace（1732年）的共同作者，甚至可能是唯一的作者。在Letter from a nobleman at Hampton Court to a Doctor of Divinity（1733年）之中，他嘲笑蒲柏的身體畸形和低微的出身。
蒲柏對此的回應是Letter to a Noble Lord（1733年11月），以及詩作Epistle to Dr Arbuthnot（1743年）中對Sporus一角的描繪；後者的文體是一部諷刺詩的序詩，其中包含的許多對赫維的影射與侮辱是從普爾特尼對赫維的攻擊文字中引用來的。
有些文學評論家如Martin C. Battestin認為，蒲柏的好友、作家亨利·菲爾丁在其小說Joseph Andrews中的一個角色Beau Didapper也刻意影射了赫維。這個角色順從於「大人物」（很明顯是指沃波爾首相）的命令：「他含蓄地屈從，犧牲了他的良心、榮譽和國家（which he implicitly submitted to, at the Expence of his Conscience, his Honour, and of his Country.）」Didapper在書中還被比作希臘神話中的海拉斯（一名同性戀者），並且在黑暗中因為其柔軟的肌膚而被當成女人。
蒲柏以Sporus之名所作的惡意影射對赫維而言並不公平。賀拉斯·沃波爾對赫維也不太友善，他在1743年8月14日寫給Horace Mann的信中提及赫維之死，諷刺他「比他的最後一英吋名譽還活得長（he had outlived his last inch of character）」。然而他的著作證明了他確實是一位才能之士，只是由於沃波爾的權謀與妒才，使他被迫把人生耗在宮廷陰謀上，而對此他也玩弄得十分精明。